# Loire
Loire (u hrvatskim tekstovima i kroatizirano Loara, francuski izgovor [lwaʁ]; okcitanski: Léger; bretonski: Liger) je svojom dužinom od 1020 km najduža rijeka u Francuskoj. 

## Etimologija
Naziv "Loire" dolazi od latinskog Liger, koji je sam po sebi transkripcija domaćeg galskog (keltskog) naziva rijeke. Galsko ime dolazi od galske riječi liga, što znači "mulj, sediment, naslaga, naplavina", riječi koja je dala francuski lie, kao što je sur lie, što je zauzvrat dalo engleski lees.
Liga dolazi od proto-indoeuropskog korijena * legʰ-, što znači "lagati, ležati" kao u velškoj riječi Lleyg, a koja je također dala mnoge riječi u engleskom, kao što su lagati, položiti, izbočina, zakon itd.

## Tok rijeke
Izvire u planini Cévennes, protječe Središnjim masivom i Pariškom zavalom i kod Saint-Nazairea se ulijeva u Atlantski ocean. U donjem toku je Loire jedna slobodno tekuća rijeka, bez brana koje bi ometale njen prirodni tok. U gornjem toku je od Roannea više puta pregrađivana.
Glavni pritoci s desne strane: Arroux, Sarthe s Loirom i Mayenneom; s lijeve: Allier, Cher, Indre, Vienne i Sèvre Nantaise.

## Geologija
Geološke formacije u slivu rijeke Loire mogu se grupirati u dvije grupe formacija, naime, domenu podruma i domenu sedimentnih formacija. Podzemna domena prvenstveno se sastoji od metamorfnih i silikatnih fragmentiranih stijena s podzemnom vodom koja se pojavljuje u pukotinama. Sedimentna domena sastoji se od vapnenca i karbonskih stijena, koje, gdje su zasićene, tvore produktivne vodonosnike. Izdanci stijena od granita ili bazalta također su izloženi u koritu rijeke u nekoliko poteza.
Srednji dio rijeke ima mnogo vapnenačkih špilja koje su ljudi nastanjivali u pretpovijesno doba; špilje su nekoliko vrsta vapnenačkih formacija, naime tuffeau (porozna vrsta krede, ne treba je brkati sa sedrom) i Falun (formiran 12 prije milijuna godina). U obalnom pojasu vidljivo je tvrdo tamno kamenje, granit, škriljavac i debeli zemljani plašt.

## Ispust i regulacija poplava
Rijeka ima protok od 863 m3/s, što je prosjek za razdoblje 1967.–2008. Stopa protoka jako varira duž rijeke, s otprilike 350 m3/s u Orléansu i 900 m3/s  na ušću. Također jako ovisi o sezoni, a protok je samo 10 m3/s  nije neuobičajeno u kolovozu-rujnu u blizini Orléansa. Tijekom poplava, koje se obično javljaju u veljači i ožujku ali i u drugim razdobljima, protok ponekad prelazi 2,000 m3/s za Gornju Loire i 8,000 m3/s u Donjem Loireu. Najozbiljnije poplave dogodile su se 1856., 1866. i 1911. godine. Za razliku od većine drugih rijeka u zapadnoj Europi, postoji vrlo malo brana ili prevodnica koje ometaju njezin prirodni tok. Tok više nije djelomično reguliran trima branama: Brana Grangent i Brana Villerest na Loire i Naussac Dam na Allieru. Brana Villerest, izgrađena 1985. nekoliko kilometara (nekoliko milja) južno od Roannea, odigrala je ključnu ulogu u sprječavanju nedavnih poplava. Kao rezultat toga, Loire je vrlo popularna rijeka za izlete čamcem, koja teče kroz pastoralni krajolik, pokraj vapnenačkih litica i povijesnih dvoraca . Na rijeci se nalaze četiri nuklearne elektrane: Belleville, Chinon, Dampierre i Saint-Laurent .

## Promet
Godine 1700. luka Nantes imala je više plovila unutarnjim plovnim putovima od bilo koje druge luke u Francuskoj, što svjedoči o povijesnoj važnosti plovidbe najdužom francuskom rijekom. Gabare s plitkim gazom i druga riječna plovila nastavili su prevoziti robu u industrijsko doba, uključujući ugljen iz Saint-Étiennea utovaren na teglenice u Orléansu. Međutim, opasna plovidba slobodnim protokom i ograničena tonaža značili su da je željeznica brzo ubila preživjeli promet iz 1850-ih. Godine 1894. osnovana je tvrtka za promicanje poboljšanja plovidbe od Nantesa do Briarea. Radovi su odobreni 1904. i izvedeni su u dvije faze od Angersa do granice plime i oseke u Oudonu. Ovi radovi, s žljebovima i potopljenim nasipima, opstaju i pridonose ograničenoj plovnosti u današnjim uvjetima. Brana preko Loire kod Saint-Léger-des-Vignes pruža plovne uvjete za prijelaz od Canal du Nivernais do Canal latéral à la Loire .
Prema stanju iz 2017, sljedeći dijelovi rijeke su plovni:
- Pomorska Loire: 53 km od Atlantskog oceana kod Saint-Nazairea do Nantesa, bez prevodnica[10]
- Loire: 84 km od Nantesa do Bouchemainea blizu Angersa, bez ustava[11]
- Kanal lateral à la Loire : 196 km od Briarea do Digoina, paralelno s rijekom, 36 prevodnica[12]
- Canal de Roanne à Digoin : 56 km od Digoina do Roannea, paralelno s rijekom, 10 prevodnica[13]

Uzvodno od Nantesa njome plove još samo turistički brodovi, koji gostima omogućavaju pogled na bajkovit krajolik i svjetski poznate dvorce uz njenu obalu. 
Godine 2000. je UNESCO proglasio Loire između gradova Sully-sur-Loire i Chalonnes-sur-Loire svjetskom kulturnom baštinom.

## Dolina rijeke Loire
Dana 2. prosinca 2000. god., UNESCO je središnji dio doline rijeke Loire između Maine i Sully-sur-Loire, upisao na popis mjesta svjetske baštine u Europi. Ovo područje obuhvaća i francuske departmane Loiret, Loir-et-Cher, Indre-et-Loire, i Maine-et-Loire. Spomenike je uneskov odbor opisao kao: "izniman kulturni krajolik velike ljepote, koji se sastoji od povijesnih gradova i sela, velikih arhitektonskih spomenika (Châteauxa) i zemljišta koji su kultivirani i oblikovani stoljetnom interakcijom između lokalnog stanovništva i njihovog fizičkog okoliša, jedinstvenog rijeci Loire."

### Dvorci
Dvorci (francuski: Châteaux), kojih je više od tri stotine, predstavljaju razvoj graditeljstva od utvrda iz 10. stoljeća do sjajnih palača izgrađenih pola tisućljeća kasnije.
Kad su francuski kraljevi (najprije Franjo I.) započeli gradnju svojih velikih dvoraca u dolini Loire, plemstvo je, ne želeći ili čak ni usudivši se biti daleko od sjedišta moći, slijedilo primjer. Njihova prisutnost u bujnoj i plodnoj dolini Loire počela je privlačiti najbolje arhitekte i dizajnera krajolika. Čak su i nakon vraćanja dvora u Pariz izgradnjom Louvrea i dvorca Versailles, bogati plemići nastavili graditi i dotjeravati dvorce u dolini Loire.
Nakon Francuske revolucije mnogi su stradali, ali su danas većinom obnovljeni i mnogi su otvoreni javnosti kao muzeji ili hoteli, dok su najveći poput Chamborda državni dvorci koji privlače stotine tisuće turista godišnje.
Na popisu su uključeni dvorci koji se nalaze na obalama rijeke Loire, ili na nekoj od njenih pritoka (Maine, Cher, Indre, Creuse i Loir) u zaštićenom području.
| Slika | Ime                     | Lokacija            | Rijeka | Koordinate                                | Bilješke |
| ----- | ----------------------- | ------------------- | ------ | ----------------------------------------- | --- |
|       | Dvorac Amboise          | Amboise             | Loire  | 47°14′41″N 0°35′27″E / 47.2447°N 0.5909°E | Dvorac Karla VIII. koji ga obnovlja u renesansnom stilu u 16. st. Franjo I., kralj Francuske, je odrastao u ovom dvorcu, a tu je stanovao i Leonardo da Vinci gdje je i sahranjen. |
|       | Dvorac u Angersu        | Angers              | Loire  | 47°16′52″N 0°20′01″E / 47.2812°N 0.3336°E | Anjouvinska utvrda koju je obnovio Filip II., kralj Francuske u 13. st. za svog unuka Luja IX. |
|       | Azay-le-Rideau          | Indre-et-Loire      | Indre  | 47°09′16″N 0°16′48″E / 47.1544°N 0.2801°E | Jedan od najranijih primjera francuske renesanse (1515. – 1527.) |
|       | Dvorac Beauregard       | Cellettes           | Loire  | 47°17′04″N 1°06′20″E / 47.2845°N 1.1055°E | |
|       | Dvorac Blois            | Loir-et-Cher        | Loire  | 47°35′08″N 1°19′51″E / 47.5855°N 1.3309°E | U središtu grada Blois; bio je rezidencija više francuskih kraljeva. |
|       | Dvorac Bourdaisiere     | Montlouis-sur-Loire | Indre  | 47°13′16″N 0°06′20″E / 47.2212°N 0.1055°E | Dvorac iz 14. st. je preuredio Franjo I., kralj Francuske, za svoju ljubavnicu. Danas je državni Dom za starce. |
|       | Dvorac Chambord         | Loir-et-Cher        | Loire  | 47°36′58″N 1°31′01″E / 47.616°N 1.517°E   | Jedan od najprepoznatljivijih dvoraca na svijetu zbog karakterističnog oblika francuske renesanse. |
|       | Dvorac Châteaudun       | Châteaudun          | Loire  | 48°02′29″N 1°11′33″E / 48.0414°N 1.1925°E | Dvorac je građen preko 400 godina (od 12. do 16. st.) |
|       | Dvorac Chaumont         | Loir-et-Cher        | Loire  | 47°18′00″N 1°16′22″E / 47.3001°N 1.2729°E | Državni muzej i mjesto održavanja Travanjskog vrtnog festivala |
|       | Dvorac Chenonceaux      | Indre-et-Loire      | Indre  | 47°19′30″N 1°04′14″E / 47.3250°N 1.0706°E | Philibert Delorme je dizajnirao jedinstvenu Dvoranu za bal koja poput mosta gleda s obje strane rijeke. |
|       | Dvorac Cheverny         | Loir-et-Cher        | Loire  | 47°18′00″N 1°16′22″E / 47.3001°N 1.2729°E | Henrik II., kralj Francuske, je poklonio ovaj dvorac svojoj ljubavnici koja ga je prodala Phillipeu Huraultu koji ga u 17. st. proširuje i uređuje. Još uvijek pripada obitelji i u njemu živi preko 70 lovačkih pasa.                                                                                             |
|       | Dvorac Langeais         | Indre-et-Loire      | Loire  | 47°19′29″N 0°24′22″E / 47.3248°N 0.4061°E | Utvrdio ga Rikard I. Lavljeg Srca, u 15. st. obnovio ga Luj XI. |
|       | Dvorac Loches           | Loches              | Indre  | 47°04′25″N 0°35′43″E / 47.0737°N 0.5954°E | Utvrdili su ga Henrik II., kralj Engleske, i njegov sin Rikard I. Lavljeg Srca, a u 13. st. ga je osvojio Filip II., kralj Francuske. U 15. st. obnovio ga je Karlo VII., kralj Francuske koji ga je poklonio svojoj ljubavnici. Luj XVI. ga je koristio kao zatvor za zarobljene Engleze. Danas je državni muzej. |
|       | Dvorac Montsoreau       | Montsoreau          | Loire  | 47°07′32″N 0°02′04″E / 47.1256°N 0.0344°E | Izgrađen na strateškom mjestu između Chinona i Saumura |
|       | Dvorac Montreuil-Bellay | Montreuil-Bellay    | Loire  | 47°04′48″N 0°05′29″E / 47.0800°N 0.0915°E | Nekad središte srednjovjekovne pokrajine L'Anjou po kojoj su nazvani francuski kraljevi. |
|       | Dvorac Plessis-Bourré   | Écuillé             | Maine  | 47°21′37″N 0°19′26″E / 47.3604°N 0.3240°E | Izgrađen za samo pet godina (1468. – 1473.), jedan je od rijetkih dvoraca u kojem se još uvijek živi. U njemu je snimljeno više povijesnih filmova. |
|       | Dvorac Riveau           | Lémeré              | Indre  | 47°06′13″N 0°19′24″E / 47.1036°N 0.3233°E | U 15. st. bio je slavan po svojoj ergeli konja koja je poslužila i Ivani Orleanskoj. Danas je najslavniji po čarobnih 12 vrtova. |
|       | Dvorac Saumur           | Maine-et-Loire      | Loire  | 47°09′08″N 0°02′32″E / 47.1522°N 0.0421°E | Anjouvinska utvrda koju je obnovio Henrik II., kralj Engleske u 12. st. Za vrijeme Napoleona bila je zatvorom. |
|       | Dvorac Sully-sur-Loire  | Sully-sur-Loire     | Loiret | 47°46′04″N 2°22′31″E / 47.7677°N 2.3752°E | U njemu su slavni bjegunci često tražili sklonište (Mazarin, Voltaire, i dr.). |
|       | Dvorac Talcy            | Maine-et-Loire      | Loire  | 47°27′40″N 1°15′50″E / 47.4611°N 1.2640°E | Po predaji, Bartolomejska noć je isplanirana u ovom dvorcu. |
|       | Dvorac Troussay         | Cheverny            | Cher   | 47°17′34″N 1°15′10″E / 47.2929°N 1.2528°E | Jedan je od rijetkih dvoraca u kojem živi ista obitelj, još od početka 19. st. |
|       | Dvorac u Usséu          | Rigny-Ussé          | Indre  | 47°08′45″N 0°10′22″E / 47.1459°N 0.1728°E | Vjeruje se kako je ovaj dvorac iz 15. st. inspirirao Charles Perraulta da napiše Trnoružicu, a sigurno je bio inspiracija Disneyju za njegov dvorac u Disneylandu. |
|       | Dvorac Valencay         | Valencay            | Indre  | 47°09′27″N 1°33′48″E / 47.1576°N 1.5633°E | Izgrađen za obitelj d'Estampes, u 18. st. prodan zloglasnom škotskom bankaru (John Law), a Napoleonu je služio za prijem važnih gostiju. |
|       | Dvorac Villandry        | Villandry           | Indre  | 47°12′09″N 0°18′17″E / 47.2026°N 0.3046°E | Izgrađen u 17. st. na mjestu starije utvrde Colombier u kojoj je Franjo I., kralj Francuske, pregovarao o miru s engleskim kraljem (Rikard I. Lavljeg Srca). Bio je, između ostalog, u posjedu Napoleonovog brata (Joseph Bonaparte).                                                                              |

## Vanjske poveznice

### Ostali projekti
|  | Zajednički poslužitelj ima stranicu o temi Loire |

|  | Portal Francuske: pristup člancima s tematikom o Francuskoj |